# Rey Huan de Zhou
El Rey Huan de Zhou (en chino, 周桓王; pinyin, Zhōu Húan Wáng; Wade-Giles, Chou Huan Wang; (?- 697 a. C.) fue el decimocuarto rey de la Dinastía Zhou de China, y el segundo de la Dinastía Zhou Oriental (770-256 a. C.).
Su nombre de pila era Lín.
Su padre fue el príncipe Xiefu, hijo y heredero del rey Ping. Huan sucedió a su abuelo en 719 a. C.
Su hijo y sucesor fue el Rey Zhuang de Zhou.
En 707 a. C., las fuerzas reales fueron derrotadas en la Batalla de Xuge (𦈡葛之战) por el duque Zhuang de Zheng (r.743-701). El rey fue herido en un hombro por un arco, y la derrota destruyó el prestigio de la dinastía Zhou.